# Opération Detroit

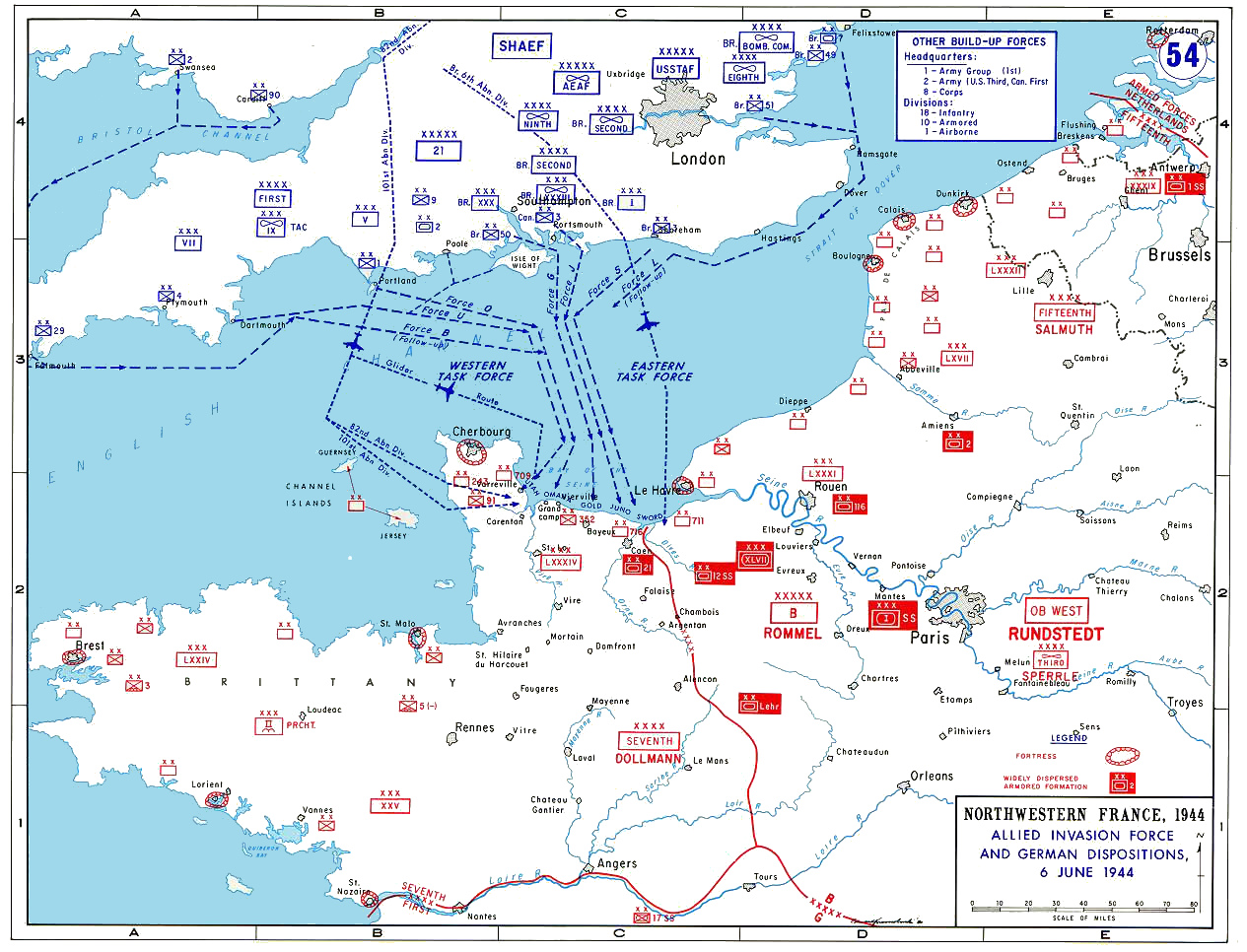
Plans de l'armée alliée en Normandie

Pendant la Seconde Guerre mondiale, l'opération Detroit a consisté en l'arrivée d'éléments de la 82e Division Aéroportée US  par planeur au-dessus de la Normandie la nuit du 6 juin 1944 s'inscrivant dans l'opération Overlord.
Le 6 juin 1944, les matériels lourds de la division furent déposés par des planeurs dans le cadre de l'opération Elmira.